# One Capital Center
One Capital Center je poslovna zgrada s 14 katova koja se nalazi u Boiseu, glavnom gradu američke savezne države Idaho. Izgrađena je 1975. u modernističkom stilu te je sa 63 metra visine do 1978. bila najviša zgrada u gradu kada joj je primat uzela zgrada US Bank Plaza američke banke US Bank.
Na najvišem katu zgrade je svoje poslovne prostore imao američki miljarder J. R. Simplot. Također, zanimljivo je spomenuti da je 2009. webkamera uspila snimiti par sivih sokola koji se je ugnijezdio na najvišem katu zgrade.

## Vanjske poveznice
|  | Zajednički poslužitelj ima još gradiva o temi One Capital Center |

- One Capital Center
- Peregrinefund.org